# Década de 370
Séculos: (Século III - Século IV - Século V)
Décadas: 320 330 340 350 360 - 370 - 380 390 400 410 420
Anos: 370 - 371 - 372 - 373 - 374 - 375 - 376 - 377 - 378 - 379